# Saint-Just-Chaleyssin
Saint-Just-Chaleyssin är en kommun i departementet Isère i regionen Auvergne-Rhône-Alpes i sydöstra Frankrike. Kommunen ligger i kantonen Heyrieux som tillhör arrondissementet Vienne. År 2022 hade Saint-Just-Chaleyssin 2 678 invånare.

## Befolkningsutveckling
Antalet invånare i kommunen Saint-Just-Chaleyssin
Referens:INSEE